# Les trois fermiers
Les trois fermiers (svensk titel: De ädelmodige bönderne eller Dygden tillhör alla stånd) är en komedi med sång i två akter med libretto av Jacques Marie Boutet de Monvel och musik av Nicolas Dezède. Komedin översattes till svenska av Carl Envallsson. Den framfördes i Sverige 2 januari 1794 på Munkbroteatern, Stockholm. Mellan 1794 och 1796 framfördes den 14 gånger på Munkbroteatern. Den översattes på nytt till svenska av Carl Lindegren och utökades med en scen som sattes till musik av Édouard du Puy. Den framfördes då 9 gånger under 1797 (av elever) och 1816–1817 på Arsenalsteatern. 1817 framfördes den på Gustavianska operahuset.

## Roller
| Roller          | Stämma | Premiärbesättning | Rollbesättning vid den svenska premiären den 2 januari 1794 (Dirigent: ) |
| --------------- | ------ | ----------------- | ------------------------------------------------------------------------ |
| Lovise          |        |                   |                                                                          |
| Babet           |        |                   |                                                                          |
| Ludvig          |        |                   |                                                                          |
| Jacques         |        |                   |                                                                          |
| Pierre          |        |                   |                                                                          |
| Alix            |        |                   |                                                                          |
| Mathurin        |        |                   |                                                                          |
| Blaise          |        |                   |                                                                          |
| Belval          |        |                   |                                                                          |
| Greve d’Alville |        |                   |                                                                          |